# Geoffrey Kondogbia
Geoffrey Edwin Kondogbia (IPA: [ʒɔˈfʁe kɔ̃doɡˈbja]; Nemours, 15 febbraio 1993) è un calciatore francese naturalizzato centrafricano, centrocampista dell'Olympique Marsiglia e della nazionale centrafricana.

## Biografia
Di origini centrafricane, ha un fratello maggiore, Evans, ex calciatore professionista, di ruolo attaccante. È inoltre cugino di Habib Habibou, calciatore professionista, di ruolo attaccante.

## Caratteristiche tecniche
Può essere impiegato da mediano o interno di centrocampo, è un mancino duttile nonché dotato di un buon potenziale fisico e atletico, abile inoltre nelle letture difensive sia nell'affrontare direttamente l'avversario che nell'interferenza nella linea di passaggio. Il gioco di Kondogbia non si estende solo alla difesa, è temibile anche in attacco, abile nel tiro di prima intenzione, inoltre è in grado di segnare calciando la palla anche da fuori area, altre volte si affida al colpo di testa.

## Carriera

### Club

#### Lens
Dopo aver mosso i primi passi da calciatore tra Nandy e Sénart-Moissy, nel 2004 entra nel settore giovanile del Lens. Firma il suo primo contratto da giocatore professionista nel mese di aprile del 2010. Ha fatto il suo debutto in prima squadra il 21 novembre 2010 contro il Lione, subentrando a Toifilou Maoulida. Con l'arrivo di László Bölöni a gennaio, Kondogbia riesce a trovare più spazio: gioca contro l'Arles (0-1) e poi una settimana dopo contro il Nancy (0-4), ultima giornata di Ligue 1. Al termine della stagione, il Lens retrocede in Ligue 2, arrivando solo 19º in campionato.
Rimasto anche in seconda serie, diventa titolare sotto la guida di Jean-Louis Garcia. Realizza il suo primo gol tra i professionisti alla 32ª giornata di campionato, contribuendo alla vittoria per 3-0 contro il Tours. In Coupe de la Ligue il Lens si ferma agli ottavi, dove viene eliminato dal Marsiglia (0-4), mentre in Coupe de France la squadra esce al 7º turno con l'Entente SSG (1-2). Il campionato si chiude al 12º posto. Lasciato il club, in difficoltà finanziarie, si accasa al Siviglia dopo aver collezionato complessivamente 39 partite e un gol.

#### Siviglia

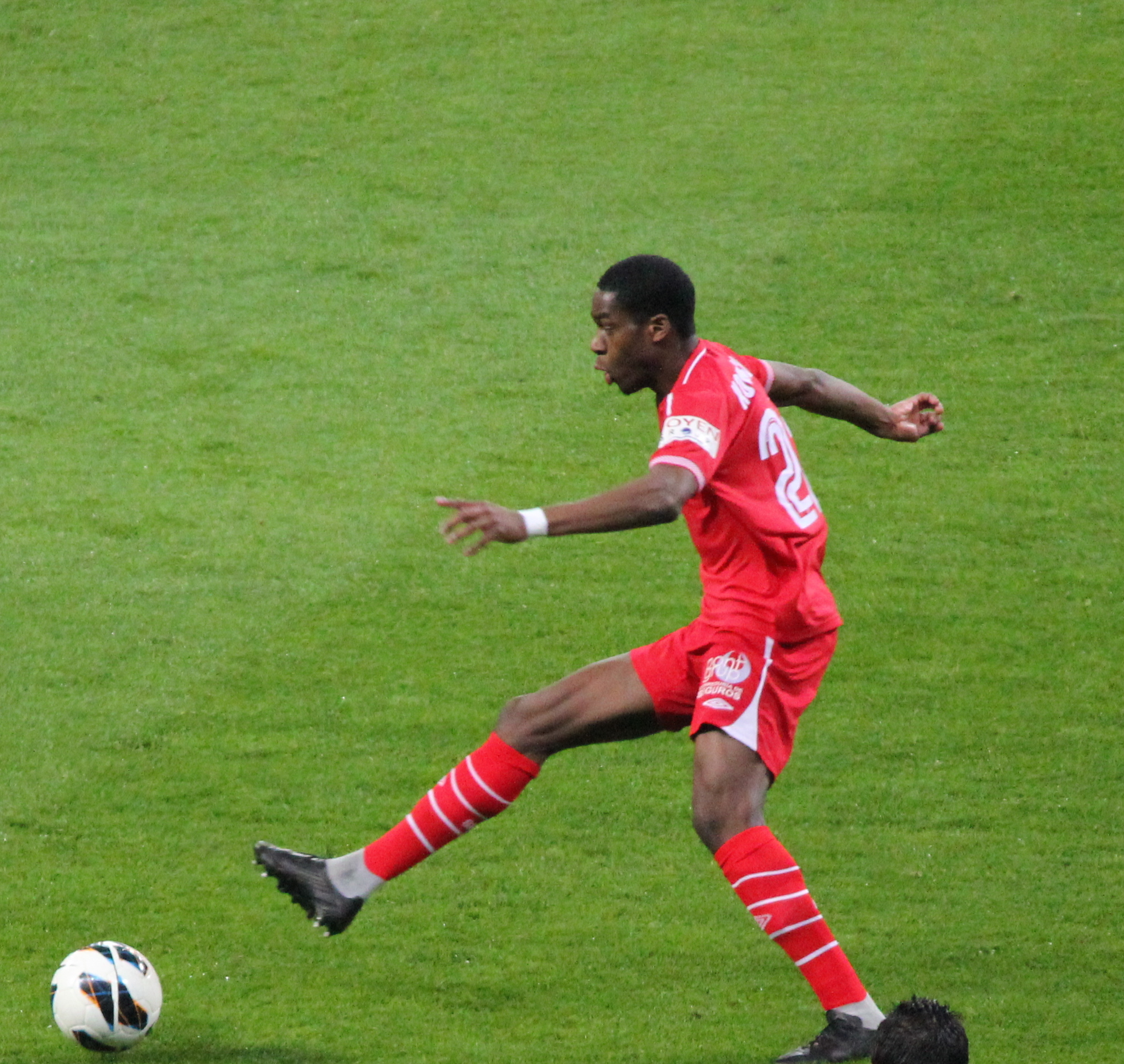
Kondogbia in azione con la maglia del Siviglia.

Il 24 luglio 2012 si trasferisce al Siviglia per 4 milioni di euro. Il suo esordio avviene il 15 settembre 2012, nella partita vinta 1-0 contro il Real Madrid, in occasione della 4ª giornata di campionato, mentre l'esordio da titolare avviene il 5 ottobre 2012, nella partita persa 2-0 contro il Celta Vigo.
Il 28 gennaio 2013 realizza il suo primo gol in campionato nel 3-0 inflitto al Granada, gara che segna il debutto in panchina di Unai Emery. Nella Coppa del Re il Siviglia viene eliminato in semifinale dall'Atlético Madrid. Nella gara di ritorno Kondogbia viene espulso per un duro fallo ai danni di Diego Costa; nel dopo partita, il francese accusa l'attaccante di averlo provocato con insulti razzisti. Chiude la stagione con 40 partite e un gol.

#### Monaco
Il 30 agosto 2013 passa al Monaco, che versa nelle casse degli spagnoli i soldi della sua clausola rescissoria da 20 milioni di euro. L'esordio in campionato arriva contro il Lorient, match vinto 1-0, inoltre gioca anche nella partita contro il Paris Saint-Germain (1-1) e contro il Saint-Étienne (2-1). Il primo gol in Ligue 1 arriva alla 35ª giornata contro l'Ajaccio (4-1). A fine stagione, il Monaco ottiene il 2º posto in classifica, mentre in Coupe de la Ligue viene eliminato al 3º turno dallo Stade Reims (0-1).
Nella stagione 2014-15 il Monaco partecipa alla Champions League. Kondogbia realizza il suo primo gol nella massima competizione continentale in occasione degli ottavi contro l'Arsenal, con un tiro potente da fuori area. Chiude la stagione con 33 presenze e 2 gol.

#### Inter
Il 21 giugno 2015 passa all'Inter a titolo definitivo per 31 milioni di euro più bonus, diventando il terzo giocatore più pagato nella storia del club dopo Christian Vieri ed Hernán Crespo. Esordisce il 23 agosto in occasione della prima giornata di campionato contro l'Atalanta (1-0), mentre realizza la sua prima rete l'8 novembre nella vittoria sul campo del Torino (1-0). Nel corso della prima stagione con Roberto Mancini, che l'aveva fortemente richiesto, colleziona complessivamente 30 presenze e una rete, ma il suo rendimento è inferiore alle aspettative.
Rimasto all'Inter anche nella stagione successiva, finisce ai margini della rosa dopo essere entrato in conflitto con il nuovo allenatore Frank de Boer; tuttavia con l'arrivo in panchina di Stefano Pioli al posto dell'olandese, Kondogbia trova maggiore spazio, offrendo anche un buon rendimento. Alla fine mette assieme 26 presenze e un gol in tutte le competizioni.

#### Valencia e Atlético Madrid
Il 22 agosto 2017, dopo aver forzato la cessione decidendo di non presentarsi ad un allenamento, passa al Valencia in prestito annuale con diritto di riscatto a favore degli spagnoli. Il 24 maggio 2018 viene acquistato a titolo definitivo dai Murciélagos per 25 milioni di euro e il 20% sulla plusvalenza in caso di cessione futura per più di 25 milioni. In tre anni, colleziona 104 presenze e 7 reti tra tutte le competizioni, vincendo la Coppa del Re nella stagione 2018-2019.
Il 3 novembre 2020 passa a titolo definitivo all'Atlético Madrid per 20 milioni di euro. Quattro giorni dopo esordisce col club madrileno in occasione della partita di campionato, vinta per 4-0, contro il Cadice. Il 9 gennaio 2022 segna il suo primo gol con l'Atlético, realizzando la rete del definitivo 2-2 nella gara di campionato contro il Villarreal.

#### Olympique Marsiglia
Il 1º luglio 2023, Kondogbia viene ingaggiato a titolo definitivo dall'Olympique Marsiglia, in Ligue 1, per circa otto milioni di euro, firmando un contratto quadriennale con la società provenzale. Segna la rete del 3-1 sconfiggendo lo Shakhtar Donetsk in Europa League.

### Nazionale

#### Nazionale francese
All'età di 15 anni viene convocato dall'Under-16 francese, con la quale gioca 5 partite e realizza un gol; l'anno dopo viene chiamato dall'Under-17, debuttando nella partita amichevole contro l'Ungheria (vinta 2-1). Gioca in totale 6 partite senza mettere a segno alcuna rete.
Nel 2013 vince il Mondiale di categoria con l'Under-20, e due anni dopo viene convocato dall'Under-21 per le qualificazioni all'Europeo.
Il 14 agosto 2013 è stato convocato dal CT della nazionale maggiore Didier Deschamps per l'amichevole di Bruxelles contro il Belgio, debuttando da titolare nella gara finita poi 0-0.

#### Nazionale centrafricana
Nell'ottobre 2018 sceglie di accettare la convocazione del CT Raoul Savoy per giocare con la nazionale della Repubblica Centrafricana, suo paese d'origine; con i Bleus, infatti, Kondogbia aveva disputato solo partite amichevoli, che quindi non lo vincolavano a restare con la nazionale francese.
L'esordio nella nazionale africana, da capitano, arriva il 12 ottobre nella partita persa 4-0 contro la Costa d'Avorio, mentre il primo goal arriva al 93' nella partita del 18 novembre pareggiata 2-2 contro il Ruanda.

## Statistiche

### Presenze e reti nel club
Statistiche aggiornate al 22 dicembre 2024.
| Stagione                   | Squadra                    | Campionato                 | Campionato | Campionato | Coppe nazionali | Coppe nazionali | Coppe nazionali | Coppe continentali | Coppe continentali | Coppe continentali | Altre coppe | Altre coppe | Altre coppe | Totale | Totale |
| Stagione                   | Squadra                    | Comp                       | Pres       | Reti       | Comp            | Pres            | Reti            | Comp               | Pres               | Reti               | Comp        | Pres        | Reti        | Pres   | Reti   |
| -------------------------- | -------------------------- | -------------------------- | ---------- | ---------- | --------------- | --------------- | --------------- | ------------------ | ------------------ | ------------------ | ----------- | ----------- | ----------- | ------ | ------ |
| 2010-2011                  | Lens 2                     | CFA                        | 18         | 1          | -               | -               | -               | -                  | -                  | -                  | -           | -           | -           | 18     | 1      |
| 2010-2011                  | Lens                       | L1                         | 3          | 0          | CF+CdL          | 0               | 0               | -                  | -                  | -                  | -           | -           | -           | 3      | 0      |
| 2011-2012                  | Lens                       | L2                         | 32         | 1          | CF+CdL          | 0+4             | 0               | -                  | -                  | -                  | -           | -           | -           | 36     | 1      |
| Totale Lens                | Totale Lens                | Totale Lens                | 35         | 1          |                 | 4               | 0               |                    | -                  | -                  |             | -           | -           | 39     | 1      |
| 2012-2013                  | Siviglia                   | PD                         | 31         | 1          | CR              | 6               | 0               | -                  | -                  | -                  | -           | -           | -           | 37     | 1      |
| ago. 2013                  | Siviglia                   | PD                         | 2          | 0          | CR              | 0               | 0               | UEL                | 1                  | 0                  | -           | -           | -           | 3      | 0      |
| Totale Siviglia            | Totale Siviglia            | Totale Siviglia            | 33         | 1          |                 | 6               | 0               |                    | 1                  | 0                  |             | -           | -           | 40     | 1      |
| 2013-2014                  | Monaco                     | L1                         | 26         | 1          | CF+CdL          | 4+1             | 0               | -                  | -                  | -                  | -           | -           | -           | 31     | 1      |
| 2014-2015                  | Monaco                     | L1                         | 23         | 1          | CF+CdL          | 2+0             | 0               | UCL                | 8                  | 1                  | -           | -           | -           | 33     | 2      |
| Totale Monaco              | Totale Monaco              | Totale Monaco              | 49         | 2          |                 | 7               | 0               |                    | 8                  | 1                  |             | -           | -           | 64     | 3      |
| 2015-2016                  | Inter                      | A                          | 26         | 1          | CI              | 4               | 0               | -                  | -                  | -                  | -           | -           | -           | 30     | 1      |
| 2016-2017                  | Inter                      | A                          | 24         | 1          | CI              | 2               | 0               | UEL                | -                  | -                  | -           | -           | -           | 26     | 1      |
| Totale Inter               | Totale Inter               | Totale Inter               | 50         | 2          |                 | 6               | 0               |                    | 0                  | 0                  |             | -           | -           | 56     | 2      |
| 2017-2018                  | Valencia                   | PD                         | 31         | 4          | CR              | 5               | 0               | -                  | -                  | -                  | -           | -           | -           | 36     | 4      |
| 2018-2019                  | Valencia                   | PD                         | 19         | 1          | CR              | 3               | 0               | UCL+UEL            | 5+2                | 0                  | -           | -           | -           | 29     | 1      |
| 2019-2020                  | Valencia                   | PD                         | 27         | 1          | CR              | 1               | 0               | UCL                | 5                  | 1                  | SS          | 1           | 0           | 34     | 2      |
| ago.-nov. 2020             | Valencia                   | PD                         | 5          | 0          | CR              | -               | -               | -                  | -                  | -                  | -           | -           | -           | 5      | 0      |
| Totale Valencia            | Totale Valencia            | Totale Valencia            | 82         | 6          |                 | 9               | 0               |                    | 12                 | 1                  |             | 1           | 0           | 104    | 7      |
| nov. 2020-2021             | Atlético Madrid            | PD                         | 25         | 0          | CR              | 2               | 0               | UCL                | -                  | -                  | -           | -           | -           | 27     | 0      |
| 2021-2022                  | Atlético Madrid            | PD                         | 28         | 1          | CR              | 1               | 0               | UCL                | 9                  | 0                  | SS          | 1           | 0           | 39     | 1      |
| 2022-2023                  | Atlético Madrid            | PD                         | 20         | 0          | CR              | 4               | 0               | UCL                | 3                  | 0                  | -           | -           | -           | 27     | 0      |
| Totale Atlético Madrid     | Totale Atlético Madrid     | Totale Atlético Madrid     | 73         | 1          |                 | 7               | 0               |                    | 12                 | 0                  |             | 1           | 0           | 93     | 1      |
| 2023-2024                  | Olympique Marsiglia        | L1                         | 26         | 0          | CF              | 1               | 0               | UCL+UEL            | 1+13               | 0+1                | -           | -           | -           | 41     | 1      |
| 2024-2025                  | Olympique Marsiglia        | L1                         | 13         | 0          | CF              | 1               | 0               | -                  | -                  | -                  | -           | -           | -           | 14     | 0      |
| Totale Olympique Marsiglia | Totale Olympique Marsiglia | Totale Olympique Marsiglia | 39         | 0          |                 | 2               | 0               |                    | 14                 | 1                  |             | -           | -           | 55     | 1      |
| Totale carriera            | Totale carriera            | Totale carriera            | 379        | 14         |                 | 41              | 0               |                    | 47                 | 3                  |             | 2           | 0           | 469    | 17     |

### Cronologia presenze e reti in nazionale

#### Repubblica Centrafricana
| Cronologia completa delle presenze e delle reti in nazionale ― Rep. Centrafricana | Cronologia completa delle presenze e delle reti in nazionale ― Rep. Centrafricana | Cronologia completa delle presenze e delle reti in nazionale ― Rep. Centrafricana | Cronologia completa delle presenze e delle reti in nazionale ― Rep. Centrafricana | Cronologia completa delle presenze e delle reti in nazionale ― Rep. Centrafricana | Cronologia completa delle presenze e delle reti in nazionale ― Rep. Centrafricana | Cronologia completa delle presenze e delle reti in nazionale ― Rep. Centrafricana | Cronologia completa delle presenze e delle reti in nazionale ― Rep. Centrafricana |
| Data                                                                              | Città                                                                             | In casa                                                                           | Risultato                                                                         | Ospiti                                                                            | Competizione                                                                      | Reti                                                                              | Note                                                                              |
| --------------------------------------------------------------------------------- | --------------------------------------------------------------------------------- | --------------------------------------------------------------------------------- | --------------------------------------------------------------------------------- | --------------------------------------------------------------------------------- | --------------------------------------------------------------------------------- | --------------------------------------------------------------------------------- | --------------------------------------------------------------------------------- |
| 12-10-2018                                                                        | Bouaké                                                                            | Costa d'Avorio                                                                    | 4 – 0                                                                             | Rep. Centrafricana                                                                | Qual. Coppa d'Africa 2019                                                         | -                                                                                 | cap.                                                                              |
| 16-10-2018                                                                        | Bangui                                                                            | Rep. Centrafricana                                                                | 0 – 0                                                                             | Costa d'Avorio                                                                    | Qual. Coppa d'Africa 2019                                                         | -                                                                                 | cap.                                                                              |
| 18-11-2018                                                                        | Butare                                                                            | Ruanda                                                                            | 2 – 2                                                                             | Rep. Centrafricana                                                                | Qual. Coppa d'Africa 2019                                                         | 1                                                                                 | cap.                                                                              |
| 13-11-2020                                                                        | Casablanca                                                                        | Marocco                                                                           | 4 – 1                                                                             | Rep. Centrafricana                                                                | Qual. Coppa d'Africa 2021                                                         | -                                                                                 | cap. 41’                                                                          |
| 26-3-2021                                                                         | Bujumbura                                                                         | Burundi                                                                           | 2 – 2                                                                             | Rep. Centrafricana                                                                | Qual. Coppa d'Africa 2021                                                         | -                                                                                 | cap.                                                                              |
| 30-3-2021                                                                         | Bangui                                                                            | Rep. Centrafricana                                                                | 0 – 1                                                                             | Mauritania                                                                        | Qual. Coppa d'Africa 2021                                                         | -                                                                                 |                                                                                   |
| 4-6-2021                                                                          | Kigali                                                                            | Ruanda                                                                            | 2 – 0                                                                             | Rep. Centrafricana                                                                | Amichevole                                                                        | -                                                                                 |                                                                                   |
| 7-6-2021                                                                          | Bangui                                                                            | Rep. Centrafricana                                                                | 0 – 5                                                                             | Ruanda                                                                            | Amichevole                                                                        | -                                                                                 |                                                                                   |
| 23-3-2023                                                                         | Antananarivo                                                                      | Madagascar                                                                        | 0 – 3                                                                             | Rep. Centrafricana                                                                | Qual. Coppa d'Africa 2023                                                         | -                                                                                 | cap.                                                                              |
| 27-3-2023                                                                         | Douala                                                                            | Rep. Centrafricana                                                                | 2 – 0                                                                             | Madagascar                                                                        | Qual. Coppa d'Africa 2023                                                         | -                                                                                 | cap.                                                                              |
| 17-6-2023                                                                         | Douala                                                                            | Rep. Centrafricana                                                                | 1 – 2                                                                             | Angola                                                                            | Qual. Coppa d'Africa 2023                                                         | 1                                                                                 | cap.                                                                              |
| 17-11-2023                                                                        | Moroni                                                                            | Comore                                                                            | 4 – 2                                                                             | Rep. Centrafricana                                                                | Qual. Mondiali 2026                                                               | -                                                                                 | cap.                                                                              |
| 20-11-2023                                                                        | Bamako                                                                            | Mali                                                                              | 1 – 1                                                                             | Rep. Centrafricana                                                                | Qual. Mondiali 2026                                                               | 1                                                                                 | cap.                                                                              |
| 5-6-2024                                                                          | Oujda                                                                             | Rep. Centrafricana                                                                | 1 – 0                                                                             | Ciad                                                                              | Qual. Mondiali 2026                                                               | -                                                                                 | cap.                                                                              |
| 10-6-2024                                                                         | Kumasi                                                                            | Ghana                                                                             | 4 – 3                                                                             | Rep. Centrafricana                                                                | Qual. Mondiali 2026                                                               | -                                                                                 | cap. 68’                                                                          |
| 5-9-2024                                                                          | El Jadida                                                                         | Rep. Centrafricana                                                                | 3 – 1                                                                             | Lesotho                                                                           | Qual. Coppa d'Africa 2025                                                         | -                                                                                 | cap.                                                                              |
| 10-9-2024                                                                         | Franceville                                                                       | Gabon                                                                             | 2 – 0                                                                             | Rep. Centrafricana                                                                | Qual. Coppa d'Africa 2025                                                         | -                                                                                 | cap.                                                                              |
| 12-10-2024                                                                        | Oujda                                                                             | Marocco                                                                           | 5 – 0                                                                             | Rep. Centrafricana                                                                | Qual. Coppa d'Africa 2025                                                         | -                                                                                 | cap. 70’                                                                          |
| 15-10-2024                                                                        | Oujda                                                                             | Rep. Centrafricana                                                                | 0 – 4                                                                             | Marocco                                                                           | Qual. Coppa d'Africa 2025                                                         | -                                                                                 | cap.                                                                              |
| 14-11-2024                                                                        | Bloemfontein                                                                      | Lesotho                                                                           | 1 – 0                                                                             | Rep. Centrafricana                                                                | Qual. Coppa d'Africa 2025                                                         | -                                                                                 | cap.                                                                              |
| 19-3-2025                                                                         | Casablanca                                                                        | Rep. Centrafricana                                                                | 1 – 4                                                                             | Madagascar                                                                        | Qual. Mondiali 2026                                                               | -                                                                                 | cap.                                                                              |
| 24-3-2025                                                                         | Casablanca                                                                        | Rep. Centrafricana                                                                | 0 – 0                                                                             | Mali                                                                              | Qual. Mondiali 2026                                                               | -                                                                                 | cap.                                                                              |
| Totale                                                                            |                                                                                   | Presenze                                                                          | 22                                                                                |                                                                                   | Reti                                                                              | 3                                                                                 |                                                                                   |

#### Francia
| Cronologia completa delle presenze e delle reti in nazionale ― Francia | Cronologia completa delle presenze e delle reti in nazionale ― Francia | Cronologia completa delle presenze e delle reti in nazionale ― Francia | Cronologia completa delle presenze e delle reti in nazionale ― Francia | Cronologia completa delle presenze e delle reti in nazionale ― Francia | Cronologia completa delle presenze e delle reti in nazionale ― Francia | Cronologia completa delle presenze e delle reti in nazionale ― Francia | Cronologia completa delle presenze e delle reti in nazionale ― Francia |
| Data                                                                   | Città                                                                  | In casa                                                                | Risultato                                                              | Ospiti                                                                 | Competizione                                                           | Reti                                                                   | Note                                                                   |
| ---------------------------------------------------------------------- | ---------------------------------------------------------------------- | ---------------------------------------------------------------------- | ---------------------------------------------------------------------- | ---------------------------------------------------------------------- | ---------------------------------------------------------------------- | ---------------------------------------------------------------------- | ---------------------------------------------------------------------- |
| 14-8-2013                                                              | Bruxelles                                                              | Belgio                                                                 | 0 – 0                                                                  | Francia                                                                | Amichevole                                                             | -                                                                      | 63’                                                                    |
| 26-3-2015                                                              | Saint-Denis                                                            | Francia                                                                | 1 – 3                                                                  | Brasile                                                                | Amichevole                                                             | -                                                                      | 74’                                                                    |
| 29-3-2015                                                              | Saint-Étienne                                                          | Francia                                                                | 2 – 0                                                                  | Danimarca                                                              | Amichevole                                                             | -                                                                      | 60’                                                                    |
| 13-6-2015                                                              | Elbasan                                                                | Albania                                                                | 1 – 0                                                                  | Francia                                                                | Amichevole                                                             | -                                                                      |                                                                        |
| 7-9-2015                                                               | Bordeaux                                                               | Francia                                                                | 2 – 1                                                                  | Serbia                                                                 | Amichevole                                                             | -                                                                      | 46’                                                                    |
| Totale                                                                 |                                                                        | Presenze                                                               | 5                                                                      |                                                                        | Reti                                                                   | 0                                                                      |                                                                        |

| Cronologia completa delle presenze e delle reti in nazionale ― Francia under 21 | Cronologia completa delle presenze e delle reti in nazionale ― Francia under 21 | Cronologia completa delle presenze e delle reti in nazionale ― Francia under 21 | Cronologia completa delle presenze e delle reti in nazionale ― Francia under 21 | Cronologia completa delle presenze e delle reti in nazionale ― Francia under 21 | Cronologia completa delle presenze e delle reti in nazionale ― Francia under 21 | Cronologia completa delle presenze e delle reti in nazionale ― Francia under 21 | Cronologia completa delle presenze e delle reti in nazionale ― Francia under 21 |
| Data                                                                            | Città                                                                           | In casa                                                                         | Risultato                                                                       | Ospiti                                                                          | Competizione                                                                    | Reti                                                                            | Note                                                                            |
| ------------------------------------------------------------------------------- | ------------------------------------------------------------------------------- | ------------------------------------------------------------------------------- | ------------------------------------------------------------------------------- | ------------------------------------------------------------------------------- | ------------------------------------------------------------------------------- | ------------------------------------------------------------------------------- | ------------------------------------------------------------------------------- |
| 10-10-2013                                                                      | Erevan                                                                          | Armenia under 21                                                                | 1 – 4                                                                           | Francia under 21                                                                | Qual. Europeo Under-21 2015                                                     | -                                                                               | cap.                                                                            |
| 14-10-2013                                                                      | Reykjavík                                                                       | Islanda under 21                                                                | 3 – 4                                                                           | Francia under 21                                                                | Qual. Europeo Under-21 2015                                                     | -                                                                               | cap.                                                                            |
| 14-11-2013                                                                      | Tolosa                                                                          | Francia under 21                                                                | 6 – 0                                                                           | Armenia under 21                                                                | Qual. Europeo Under-21 2015                                                     | -                                                                               | 66’                                                                             |
| 18-11-2013                                                                      | Parigi                                                                          | Francia under 21                                                                | 1 – 1                                                                           | Paesi Bassi under 21                                                            | Amichevole                                                                      | -                                                                               | 77’                                                                             |
| 4-3-2014                                                                        | Le Mans                                                                         | Francia under 21                                                                | 1 – 0                                                                           | Bielorussia under 21                                                            | Qual. Europeo Under-21 2015                                                     | -                                                                               |                                                                                 |
| 4-9-2014                                                                        | Astana                                                                          | Kazakistan under 21                                                             | 1 – 5                                                                           | Francia under 21                                                                | Qual. Europeo Under-21 2015                                                     | -                                                                               |                                                                                 |
| 8-9-2014                                                                        | Auxerre                                                                         | Francia under 21                                                                | 1 – 1                                                                           | Islanda under 21                                                                | Qual. Europeo Under-21 2015                                                     | -                                                                               | cap.                                                                            |
| 10-10-2014                                                                      | Le Mans                                                                         | Francia under 21                                                                | 2 – 0                                                                           | Svezia under 21                                                                 | Qual. Europeo Under-21 2015                                                     | 1                                                                               |                                                                                 |
| 14-10-2014                                                                      | Halmstad                                                                        | Svezia under 21                                                                 | 4 – 1                                                                           | Francia under 21                                                                | Qual. Europeo Under-21 2015                                                     | -                                                                               | 73’                                                                             |
| Totale                                                                          |                                                                                 | Presenze                                                                        | 9                                                                               |                                                                                 | Reti                                                                            | 1                                                                               |                                                                                 |

| Cronologia completa delle presenze e delle reti in nazionale ― Francia under 20 | Cronologia completa delle presenze e delle reti in nazionale ― Francia under 20 | Cronologia completa delle presenze e delle reti in nazionale ― Francia under 20 | Cronologia completa delle presenze e delle reti in nazionale ― Francia under 20 | Cronologia completa delle presenze e delle reti in nazionale ― Francia under 20 | Cronologia completa delle presenze e delle reti in nazionale ― Francia under 20 | Cronologia completa delle presenze e delle reti in nazionale ― Francia under 20 | Cronologia completa delle presenze e delle reti in nazionale ― Francia under 20 |
| Data                                                                            | Città                                                                           | In casa                                                                         | Risultato                                                                       | Ospiti                                                                          | Competizione                                                                    | Reti                                                                            | Note                                                                            |
| ------------------------------------------------------------------------------- | ------------------------------------------------------------------------------- | ------------------------------------------------------------------------------- | ------------------------------------------------------------------------------- | ------------------------------------------------------------------------------- | ------------------------------------------------------------------------------- | ------------------------------------------------------------------------------- | ------------------------------------------------------------------------------- |
| 13-11-2012                                                                      | Stade de France                                                                 | Francia under 20                                                                | 2 – 1                                                                           | Ucraina under 20                                                                | Amichevole                                                                      | -                                                                               | 45’                                                                             |
| 5-3-2013                                                                        | Créteil                                                                         | Francia under 20                                                                | 2 – 0                                                                           | Portogallo under 20                                                             | Amichevole                                                                      | -                                                                               |                                                                                 |
| 21-3-2013                                                                       | Tours                                                                           | Francia under 20                                                                | 3 – 1                                                                           | Danimarca under 20                                                              | Amichevole                                                                      | -                                                                               |                                                                                 |
| 25-3-2013                                                                       | Stade de France                                                                 | Francia under 20                                                                | 3 – 0                                                                           | Romania under 20                                                                | Amichevole                                                                      | -                                                                               |                                                                                 |
| 11-6-2013                                                                       | Romorantin-Lanthenay                                                            | Francia under 20                                                                | 3 – 1                                                                           | Grecia under 20                                                                 | Amichevole                                                                      | -                                                                               | 75’                                                                             |
| 14-6-2013                                                                       | Amiens                                                                          | Francia under 20                                                                | 2 – 2                                                                           | Colombia under 20                                                               | Amichevole                                                                      | -                                                                               | 46’                                                                             |
| 21-6-2013                                                                       | Türk Telekom Arena                                                              | Francia under 20                                                                | 3 – 1                                                                           | Ghana under 20                                                                  | Mondiali Under-20 2013 - Fase a gironi                                          | 1                                                                               | 90’                                                                             |
| 24-6-2013                                                                       | Türk Telekom Arena                                                              | Francia under 20                                                                | 1 – 1                                                                           | Stati Uniti under 20                                                            | Mondiali Under-20 2013 - Fase a gironi                                          | -                                                                               |                                                                                 |
| 27-6-2013                                                                       | Türk Telekom Arena                                                              | Spagna under 20                                                                 | 2 – 1                                                                           | Francia under 20                                                                | Mondiali Under-20 2013 - Fase a gironi                                          | -                                                                               |                                                                                 |
| 2-7-2013                                                                        | Gaziantep                                                                       | Francia under 20                                                                | 4 – 1                                                                           | Turchia under 20                                                                | Mondiali Under-20 2013 - Ottavi di finale                                       | 1                                                                               |                                                                                 |
| 6-7-2013                                                                        | Rize Şehir Stadı                                                                | Francia under 20                                                                | 4 – 0                                                                           | Uzbekistan under 20                                                             | Mondiali Under-20 2013 - Quarti di finale                                       | -                                                                               | 62’                                                                             |
| 10-7-2013                                                                       | Bursa Atatürk Stadyumu                                                          | Francia under 20                                                                | 2 – 1                                                                           | Ghana under 20                                                                  | Mondiali Under-20 2013 - Semifinale                                             | -                                                                               |                                                                                 |
| 13-7-2013                                                                       | Stadio Ali Sami Yen                                                             | Francia under 20                                                                | 4 – 1                                                                           | Uruguay under 20                                                                | Mondiali Under-20 2013 - Finale                                                 | -                                                                               |                                                                                 |
| Totale                                                                          |                                                                                 | Presenze                                                                        | 13                                                                              |                                                                                 | Reti                                                                            | 2                                                                               |                                                                                 |

| Cronologia completa delle presenze e delle reti in nazionale ― Francia under 19 | Cronologia completa delle presenze e delle reti in nazionale ― Francia under 19 | Cronologia completa delle presenze e delle reti in nazionale ― Francia under 19 | Cronologia completa delle presenze e delle reti in nazionale ― Francia under 19 | Cronologia completa delle presenze e delle reti in nazionale ― Francia under 19 | Cronologia completa delle presenze e delle reti in nazionale ― Francia under 19 | Cronologia completa delle presenze e delle reti in nazionale ― Francia under 19 | Cronologia completa delle presenze e delle reti in nazionale ― Francia under 19 |
| Data                                                                            | Città                                                                           | In casa                                                                         | Risultato                                                                       | Ospiti                                                                          | Competizione                                                                    | Reti                                                                            | Note                                                                            |
| ------------------------------------------------------------------------------- | ------------------------------------------------------------------------------- | ------------------------------------------------------------------------------- | ------------------------------------------------------------------------------- | ------------------------------------------------------------------------------- | ------------------------------------------------------------------------------- | ------------------------------------------------------------------------------- | ------------------------------------------------------------------------------- |
| 6-9-2011                                                                        | Roma                                                                            | Italia under 19                                                                 | 1 – 3                                                                           | Francia under 19                                                                | Amichevole                                                                      | -                                                                               | 50’                                                                             |
| 5-10-2011                                                                       | Stade de France                                                                 | Francia under 19                                                                | 2 – 2                                                                           | Inghilterra under 19                                                            | Amichevole                                                                      | -                                                                               | 59’                                                                             |
| 7-10-2011                                                                       | Stade de France                                                                 | Francia under 19                                                                | 2 – 1                                                                           | Ucraina under 19                                                                | Amichevole                                                                      | -                                                                               | 87’                                                                             |
| 9-10-2011                                                                       | Stade de France                                                                 | Francia under 19                                                                | 1 – 2                                                                           | Portogallo under 19                                                             | Amichevole                                                                      | -                                                                               | 85’                                                                             |
| 25-5-2012                                                                       | Stade de France                                                                 | Francia under 19                                                                | 2 – 1                                                                           | Rep. Ceca under 19                                                              | Amichevole                                                                      | -                                                                               | 45’                                                                             |
| 27-5-2012                                                                       | Stade de France                                                                 | Francia under 19                                                                | 3 – 1                                                                           | Norvegia under 19                                                               | Amichevole                                                                      | -                                                                               | 59’                                                                             |
| 30-5-2012                                                                       | Eden Aréna                                                                      | Paesi Bassi under 19                                                            | 0 – 6                                                                           | Francia under 19                                                                | Amichevole                                                                      | 1                                                                               | 51’ 81’                                                                         |
| 3-7-2012                                                                        | Rakvere                                                                         | Serbia under 19                                                                 | 0 – 3                                                                           | Francia under 19                                                                | Europeo Under-19 2012 - Fase a gironi                                           | -                                                                               |                                                                                 |
| 6-7-2012                                                                        | Haapsalu                                                                        | Francia under 19                                                                | 1 – 0                                                                           | Croazia under 19                                                                | Europeo Under-19 2012 - Fase a gironi                                           | -                                                                               |                                                                                 |
| 9-7-2012                                                                        | Tallinn                                                                         | Francia under 19                                                                | 1 – 2                                                                           | Inghilterra under 19                                                            | Europeo Under-19 2012 - Fase a gironi                                           | -                                                                               |                                                                                 |
| 12-7-2012                                                                       | Tallinn                                                                         | Spagna under 19                                                                 | 3 – 3 dts (4 – 2 dtr)                                                           | Francia under 19                                                                | Europeo Under-19 2012 - Semifinale                                              | -                                                                               |                                                                                 |
| Totale                                                                          |                                                                                 | Presenze                                                                        | 11                                                                              |                                                                                 | Reti                                                                            | 1                                                                               |                                                                                 |

## Palmarès

### Club
- Coppa di Spagna: 1

Valencia: 2018-2019
- Campionato spagnolo: 1

Atletico Madrid: 2020-2021

### Nazionale
- Campionato mondiale Under-20: 1

Turchia: 2013